# Ranixalidae
Ranixalidae Dubois, 1987 è una famiglia di anfibi dell'ordine degli Anuri, presenti in India centrale e meridionale. . 

## Tassonomia
La famiglia comprende 18 specie raggruppate in due generi:
- Indirana Laurent , 1986 (14 spp.)
- Walkerana Dahanukar, Modak, Krutha, Nameer, Padhye, and Molur , 2016 (4 spp.)